# Patrizia Scascitelli
Patrizia Scascitelli (* 15. Oktober 1949 in Rom) ist eine italienische Jazzpianistin. 

## Leben und Wirken
Scascitelli galt zunächst als pianistisches Wunderkind. Sie studierte klassisches Klavier an der Accademia Nazionale di Santa Cecilia. Einen von Giorgio Gaslini geführten Jazzstudienkurs schloss sie ab mit einer Arbeit über den Einfluss der klassischen Musik auf Chick Corea. Sie arbeitete mit Massimo Urbani und Bruno Tommaso. 
Ab 1973 hatte sie mit ihrem Trio auf den Festivals von Umbria, Bergamo, Bologna und Pescara viel beachtete Auftritte. Ihr Debüt-Album Ballata 1974 zeigte Einflüsse italienischer Volksmusik. Sie tourte mit Don Cherry durch Italien. Dann gründete sie ihre Band Life Force mit Saxophonist Larry Dinwiddie und Schlagzeuger Marvin „Boogaloo“ Smith sowie Perkussionist Karl Potter, mit der sie bis 1978 auftrat. Scascitelli beschäftigte sich mit Latin Jazz und schrieb Musik für das Theater. 
1981 zog sie nach New York City, wo sie bei Barry Harris studierte, mit Jimmy Garrett und Stanley Bailey ein Trio gründete sowie mit Musikern wie Clifford Jordan, David Fathead Newman, Buster Williams, Maxine Sullivan und Charles McGhee arbeitete. In den letzten Jahren trat sie häufiger mit Carol Sudhalter auf. Seit 1998 spielte sie wieder regelmäßig in Italien. Ihr Soloalbum Live in Rome wurde vom Magazin Musica Jazz als eine der besten Produktionen des Jahres bezeichnet; sie selbst wurde von der gleichen Zeitschrift als „Musikerin des Jahres“ 2003 hervorgehoben.

## Diskografische Hinweise
- Ballata LP (RCA Victor, 1974, mit Roberto Della Grotta, Mario Marinelli)
- Homecoming (Splasc(h), 1998 mit Paolino Dalla Porta, Giampiero Prina)
- Live in Rome (Splasc(h), 2001, solo; ein Stück mit Giorgio Gaslini)
- Close Up (Apria Records, 2004, mit Jim Seeley, Mark Gross, Ada Rovatti, Carlos Cervantes)
- Open Window (Piloo, 2009, mit Jamie Baum, David Smith, Andy Hunter, Bob Bowen, Sylvia Cuenca, Ada Rovatti)